# Greatest Hits 1970-2002
Greatest Hits 1970-2002 er et opsamlingsalbum af den britiske sangeren Elton John som indeholder hans største hits til 2002. Albummet blev udgivet med 3 CD'er i forskellige versioner i USA og Storbritannien.
Albummet nåede nummer tolv på Billboard 200 og forblev 67 uger der. Det blev certificeret platin i december 2002, to gange platin i marts 2003, tre gange platin i august 2004, fire og fem gange platin i februar 2011 af Recording Industry Association of America.

## Sporliste
Alle sange er skrevet af Elton John og Bernie Taupin, medmindre andet er angivet.
CD 1
| #   | Titel                                       | Sangskriver(e) | Længde |
| --- | ------------------------------------------- | -------------- | ------ |
| 1.  | "Your Song"                                 |                | 4:03   |
| 2.  | "Tiny Dancer"                               |                | 6:16   |
| 3.  | "Honky Cat"                                 |                | 5:13   |
| 4.  | "Rocket Man"                                |                | 4:42   |
| 5.  | "Crocodile Rock"                            |                | 3:55   |
| 6.  | "Daniel"                                    |                | 3:54   |
| 7.  | "Saturday Night's Alright for Fighting"     |                | 4:54   |
| 8.  | "Goodbye Yellow Brick Road"                 |                | 3:14   |
| 9.  | "Candle in the Wind"                        |                | 3:50   |
| 10. | "Bennie and the Jets"                       |                | 5:23   |
| 11. | "Don't Let the Sun Go Down on Me"           |                | 5:37   |
| 12. | "The Bitch Is Back"                         |                | 3:45   |
| 13. | "Philadelphia Freedom"                      |                | 5:20   |
| 14. | "Someone Saved My Life Tonight"             |                | 6:45   |
| 15. | "Island Girl"                               |                | 3:43   |
| 16. | "Don't Go Breaking My Heart" (med Kiki Dee) |                | 4:35   |
| 17. | "Sorry Seems to Be the Hardest Word"        |                | 3:52   |

CD 2
| #   | Titel                                       | Sangskriver(e)                | Længde |
| --- | ------------------------------------------- | ----------------------------- | ------ |
| 1.  | "Blue Eyes"                                 | Elton John, Gary Osborne      | 3:28   |
| 2.  | "I'm Still Standing"                        |                               | 3:03   |
| 3.  | "I Guess That's Why They Call It the Blues" | John, Taupin, Davey Johnstone | 4:44   |
| 4.  | "Sad Songs (Say So Much)"                   |                               | 4:10   |
| 5.  | "Nikita"                                    |                               | 5:45   |
| 6.  | "Sacrifice"                                 |                               | 5:08   |
| 7.  | "The One"                                   |                               | 5:53   |
| 8.  | "Kiss the Bride"                            |                               | 4:23   |
| 9.  | "Can You Feel the Love Tonight"             | John, Tim Rice                | 4:02   |
| 10. | "Circle of Life"                            | John, Rice                    | 4:52   |
| 11. | "Believe"                                   |                               | 4:47   |
| 12. | "Made in England"                           |                               | 4:50   |
| 13. | "Something About the Way You Look Tonight"  |                               | 4:01   |
| 14. | "Written in the Stars" (med LeAnn Rimes)    | John, Rice                    | 4:17   |
| 15. | "I Want Love"                               |                               | 4:36   |
| 16. | "This Train Don't Stop There Anymore"       |                               | 4:39   |
| 17. | "Song for Guy"                              | John                          | 3:52   |

CD 3
| #  | Titel                                                  | Sangskriver(e)              | Længde |
| -- | ------------------------------------------------------ | --------------------------- | ------ |
| 1. | "Levon"                                                |                             | 5:23   |
| 2. | "Border Song"                                          |                             | 3:23   |
| 3. | "Lucy in the Sky with Diamonds"                        | John Lennon, Paul McCartney | 5:57   |
| 4. | "Pinball Wizard"                                       | Pete Townshend              | 5:17   |
| 5. | "True Love" (med Kiki Dee)                             | Cole Porter                 | 3:34   |
| 6. | "Live Like Horses" (med Luciano Pavarotti)             |                             | 5:08   |
| 7. | "I Don't Wanna Go on with You Like That"               |                             | 4:32   |
| 8. | "Don't Let the Sun Go Down on Me" (med George Michael) |                             | 5:48   |
| 9. | "Your Song" (med Alessandro Safina)                    |                             | 4:24   |